# Josef Urválek
Josef Urválek (* 28. April 1910 in Budweis, Österreich-Ungarn; † 29. November 1979 in Prag) war ein tschechoslowakischer Generalstaatsanwalt und Richter. Bei den stalinistischen Schauprozessen in der Tschechoslowakei der 1950er Jahre, zunächst gegen Milada Horáková und später im Slánský-Prozess, hatte er eine führende Rolle inne und wurde mit Hilfe fingierter Beweise für zahlreiche Justizmorde verantwortlich.

## Leben
Josef Urválek wurde 1910 in Budweis als Sohn eines Zugführers der Österreichisch-ungarischen Eisenbahn geboren. Nach der Matura am dortigen städtischen Gymnasium 1929 absolvierte er sein juristisches Studium an der Karls-Universität Prag und promovierte 1934 bei Vilém Funk. 1938 heiratete er eine Gymnasiallehrerin für Tschechisch und Französisch, mit der er zwei Söhne hatte. Von 1930 bis 1938 war er Mitglied der Sozialdemokratischen Partei. Nach 1945 wurde er Mitglied der Kommunistischen Partei und war zunächst Staatsanwalt am Národní soud (im Tschechischen Nationalgericht im Sinne von Volksgericht), wo Prozesse gegen Kriegsverbrecher und Kollaborateure mit den deutschen Besatzern wie beispielsweise Radola Gajda stattfanden.
Der Höhepunkt seiner Karriere begann nach der kommunistischen Machtübernahme 1948. Urválek arbeitete bei der Staatsanwaltschaft in Prag und wurde 1953 Vorsitzender des Tschechoslowakischen Obersten Gerichtshofs. Im Slánský-Prozess 1952 amtierte er als Generalstaatsanwalt und Hauptankläger. Er forderte für 11 von 14 Angeklagten die Todesstrafe, in den übrigen drei Fällen eine lebenslange Freiheitsstrafe und verwies dabei immer wieder darauf, dass die Mehrheit der Beschuldigten des Prager Hauptprozesses Juden seien. Diese Herkunft, so der durchgängige Tenor der Anklageschrift, mache sie national unzuverlässig: zu Kosmopoliten, Verschwörern, Agenten, Zionisten und Agenten des Imperialismus.
Beim Prager Frühling 1968 geriet seine Tätigkeit in den 1950er Jahren unter scharfe öffentliche Kritik. Zu dieser Zeit verfasste Urválek selbst eine Stellungnahme zu seinen Aktivitäten und gewährte dem KP-Organ Rudé právo ein Interview. Er lehnte es ab, persönliche Verantwortung zu übernehmen, und beschuldigte andere Akteure, insbesondere die Staatssicherheit und Präsident Klement Gottwald. Er behauptete, als Staatsanwalt vom psychologischen und physischen Druck, der vom Staatssicherheitsdienst auf die Angeklagten ausgeübt wurde, um sie zu Geständnissen zu zwingen, nichts gewusst zu haben. Unter diesem Druck beschuldigte der Angeklagte Otto Fischl auf Anfrage des Staatsanwalts sich selbst der Lüge und gab zu Protokoll, „diese organisierte Flucht der jüdischen Bourgeoisie und die Ausfuhr ihres Vermögens nicht verhindert“ und sich „mit den Interessen der jüdischen Bourgeoisie identifiziert und sie unterstützt“ zu haben. In seinem Schlussplädoyer beantragte der Staatsanwalt ein „Urteil wie eine eiserne Faust ohne die geringste Gnade, […] ein Feuer, das diese beschämende Knolle des Verrats an der Wurzel verbrennt.“
Josef Urválek starb 1979, Berichten zufolge soll er Selbstmord begangen haben.
Anfang 2020 wurde bekannt, dass Urválek zusammen mit der späteren Justizministerin Helena Válková 1979 einen Artikel geschrieben hatte, in dem die verschärften Maßnahmen und Schikanen gegen Dissidenten, damals auch insbesondere gegen die Charta-77-Aktivisten, entschieden verteidigt wurden.

## Zitat
„Was um alles in der Welt wollen Sie von mir, dass ich tue? Denken Sie, ich sollte mein Leben beenden? Nein, ich kann und will nicht vom Petřín-Turm springen, das ist nicht möglich. Wenn ich das, Herr Redakteur, täte, würde ich die Schuld auf mich nehmen, würde meine Schuld bestätigen, und das fühle ich nicht, die liegt bei jemand anderem. Darin liegt der Widerspruch der ganzen Situation dieser Jahre und der Gegenwart.“